# GPodder
gPodder est un logiciel libre spécialisé, permettant la lecture d'un ensemble de flux de podcasts audio et vidéo.

## Présentation
gPodder est un lecteur spécialisé de podcasts. Il agrège les flux RSS, et propose de lire tous les podcasts par flux ou mixés, classés par date de mise à jour, actualise les flux et gère les téléchargement des fichiers audio ou vidéo à la demande.

### Licence
gPodder est un logiciel sous licence libre GPL et multiplateforme (GNU/Linux, MS Windows, Mac OS X, Android, Sailfish OS…). Il est disponible dans la plupart des distributions GNU/Linux (Ubuntu, Debian , Fedora …)

### Synchronisation
gPodder permet de synchroniser ses flux de podcasts sur le serveur gPodder.net ce qui permet de retrouver ses abonnements depuis n'importe où (PC, netbook, mobile, etc.)

### Articles de référence
gPodder a été de nombreuses fois cité comme un client très efficace de podcasting, notamment dans la SoftPedia, CybernetNews et FramaLibre.